# Bachirou Salou
Bachirou Salou (* 15. September 1970 in Lomé) ist ein ehemaliger togoisch-deutscher Fußballspieler. Der ehemalige togoische Nationalspieler spielte auf der Position des Mittelstürmers. Salou ist gebürtiger Togolese mit Nago-Benino-Wurzeln.

## Karriere
Salou wurde als 19-Jähriger von Anton Ondruš, einem früheren Nationalspieler der Tschechoslowakei, während dessen Urlaub in Kamerun bei einem dortigen Provinzverein entdeckt. Ondruš vermittelte Salou 1990 zu Borussia Mönchengladbach, wo er schnell Publikumsliebling wurde.
Nach fünf Jahren wechselte er zum MSV Duisburg; dort gelang es ihm, sich als Stürmer in der Bundesliga zu etablieren. Doch bereits bei Borussia Dortmund, wo er nur ein Jahr blieb, als auch bei seinen späteren Stationen konnte er nicht mehr an die Leistungen aus Duisburger Tagen anknüpfen. Besonders deutlich wurde sein Leistungsabfall in der Zeit bei Eintracht Frankfurt: Zur Saison 1999/2000 für etwa 7 Millionen Mark aus Dortmund verpflichtet, wurde er anderthalb Jahre später für nur noch 700.000 Mark an Hansa Rostock weiterverkauft.
Nach 14 Jahren in den beiden deutschen Bundesligen wechselte Salou im Sommer 2004 zunächst in die 2. belgische Liga zur KAS Eupen, kehrte jedoch bereits zur Winterpause zurück nach Deutschland, wo er bis 2006 beim SC Kapellen-Erft aktiv war; bereits 2003 hatte er kurzzeitig für den niederrheinischen Verbandsligisten gespielt.
Salou absolvierte insgesamt 253 Spiele in der Bundesliga und 47 Spiele in der 2. Bundesliga, er erzielte dabei 51 Erstliga- und 11 Zweitligatore. Für Togo bestritt er 39 Länderspiele, in denen er 17 Tore schoss.

## Erfolge
- DFB-Pokal-Sieger (Borussia Mönchengladbach – 1995)
- drei DFB-Pokal-Endspielteilnahmen (Borussia Mönchengladbach – 1992, MSV Duisburg – 1998 und Alemannia Aachen – 2004)

## Zitate
„Eigentlich kenne ich Diktatoren nur noch in Afrika. Doch Trainer Magath ist der letzte Diktator in Europa.“

## Persönliches
Salou lebt in der Nähe von Mönchengladbach und ist für den togoischen Fußballverband tätig. Während der WM 2006 in Deutschland war er als Teammanager für die togoische Nationalmannschaft im Einsatz.
Er ist der ältere Bruder von Tadjou Salou und der jüngere Bruder von Rafiou Moutairou. Sein Sohn, Mamoudou Salou, der 1989 geboren wurde, ist ebenfalls Fußballer und spielte als Stürmer mit dem SV Uedesheim in der Oberliga Niederrhein.
Salou ist Botschafter für die Initiative „go for children – momentum for change!“, die Bildungsprojekte in Afrika mit Fußball verknüpft. Er gibt seine Erfahrung unter anderem als Trainer in der Fußballschule von Thomas Kastenmaier an den Nachwuchs weiter.